# هاربر ديفيس
هاربر ديفيس (بالإنجليزية: Harper Davis)‏ هو لاعب كرة قدم أمريكية أمريكي، ولد في 11 ديسمبر 1925 في كلاركسديل في الولايات المتحدة.

## وصلات خارجية
- هاربر ديفيس على موقع مرجع كرة القدم المحترفة.كوم (الإنجليزية)
- هاربر ديفيس على موقع قاعة ميسيسيبي للمشاهير الرياضية (الإنجليزية)